# Allen Jones (scultore)
Allen Jones (Southampton, 1º settembre 1937) è uno scultore e artista pop britannico.

## Biografia
Jones è nato a Southampton e dal 1955 al 1961 ha studiato presso il College Hornsey of Art (Londra). Nel 1960 è stato espulso dal Royal College of Art, dal 1961 al 1963 ha insegnato presso Croydon College of Art. La sua mostra di sculture erotiche, come Sedia, Tavolo e Appendiabiti (1969), è incentrata sulla furniphilia: i suoi soggetti femminili si trasformano in elementi di arredo umani. Molto del suo lavoro attinge all'immaginario del feticismo, della passione per il lattice e il BDSM.
Rappresentante della “Terza generazione” della Pop Art inglese, Allen Jones esordisce nei primi anni ’60, dedicandosi sia alla pittura, con opere legate al cromatismo di Delaunay e Matisse, sia nella scultura, con la creazione di una serie di “oggetti” diventati poi iconici. Si tratta di manichini di figure femminili che si prestano, spesso contorcendosi innaturalmente, a sostenere, ripiani in cristallo per tavoli, sedili di poltroncine, appendiabiti, ecc, finendo per diventare un tutt’uno con gli oggetti d’arredo. Sono opere che si collocano a metà strada fra il complemento d’arredo e la scultura, tutte incentrate sul tema della “pin-up”, la nuova dea dell’immaginario pop. La sua è, a tutti gli effetti, una donna-oggetto che viene mercificata due volte: in primis per via della sua evidente sessualizzazione (indossa completini sado-maso in pelle nera, spesso ha il seno scoperto e mutandine attillate), in secundis perché assume la funzione di un oggetto di uso quotidiano (poltrone, tavoli, ecc), diventando merce a pieno titolo. Chiaramente, quello di Jones non è uno sfoggio di misoginia o di sessismo, ma la semplice constatazione di uno status quo, dal momento che risale proprio agli anni del boom economico il ricorso -poi mai abbandonato- al corpo femminile come “esca” gettata al consumatore.
Il fatto che Jones veicoli questo messaggio ricorrendo alla volgarità, è perfettamente in linea con quanto va a denunciare. Le sue donne-oggetto sono realizzate in fibra di vetro colorata, usando dunque con innegabile coerenza gli stessi materiali con cui sono realizzati i manichini esposti nelle vetrine. A questi manichini fa poi indossare veri vestiti e parrucche fatte di capelli, aumentandone l’effetto straniante e strizzando l’occhio ad altri due fenomeni contemporanei legati all’erotismo: il feticismo (morbosa attrazione per la lingerie femminile) e il voyerismo (il piacere ricavato dall’osservazione di atti sessuali). Una società malata di sesso, dunque, dove la donna viene del tutto spersonalizzata e commercializzata, ridotta a feticcio sessuale. La denuncia di Jones è impietosa e cinica: proponendo la donna come un banale oggetto di consumo, destinato a riempire la nostra vita quotidiana, vuole “normalizzarne” la nuova condizione, forte della considerazione che il pubblico accetterà passivamente tutto quanto i mass media gli imporranno.
Le sculture del Korova Milkbar dal film Arancia meccanica si ispirano alle opere di Jones, dopo che questi respinse la richiesta di Stanley Kubrick di curare la scenografia del film senza compenso. Jones ha curato il design nel film Maîtresse del 1975 diretto da Barbet Schroeder. Nel 1986 è stato nominato membro della Royal Academy. David Gilmour, chitarrista dei Pink Floyd, tiene in mano una copia di Figures di Allen Jones durante le porzioni di intervista in Pink Floyd: Live at Pompeii.